# Sticthippus californicus
Sticthippus californicus är en insektsart som först beskrevs av Scudder, S.H. 1892.  Sticthippus californicus ingår i släktet Sticthippus och familjen gräshoppor. Inga underarter finns listade i Catalogue of Life.